# Ornithoptera chimaera
Ornithoptera chimaera är en fjärilsart som först beskrevs av Rothschild 1904.  Ornithoptera chimaera ingår i släktet Ornithoptera och familjen riddarfjärilar. IUCN kategoriserar arten globalt som nära hotad. Inga underarter finns listade i Catalogue of Life.

## Bildgalleri

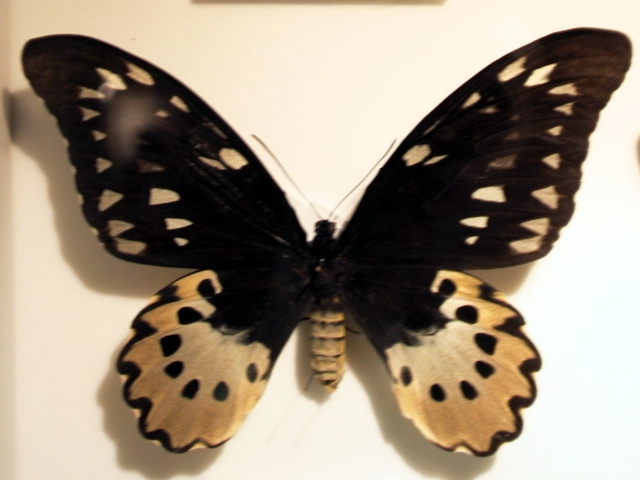
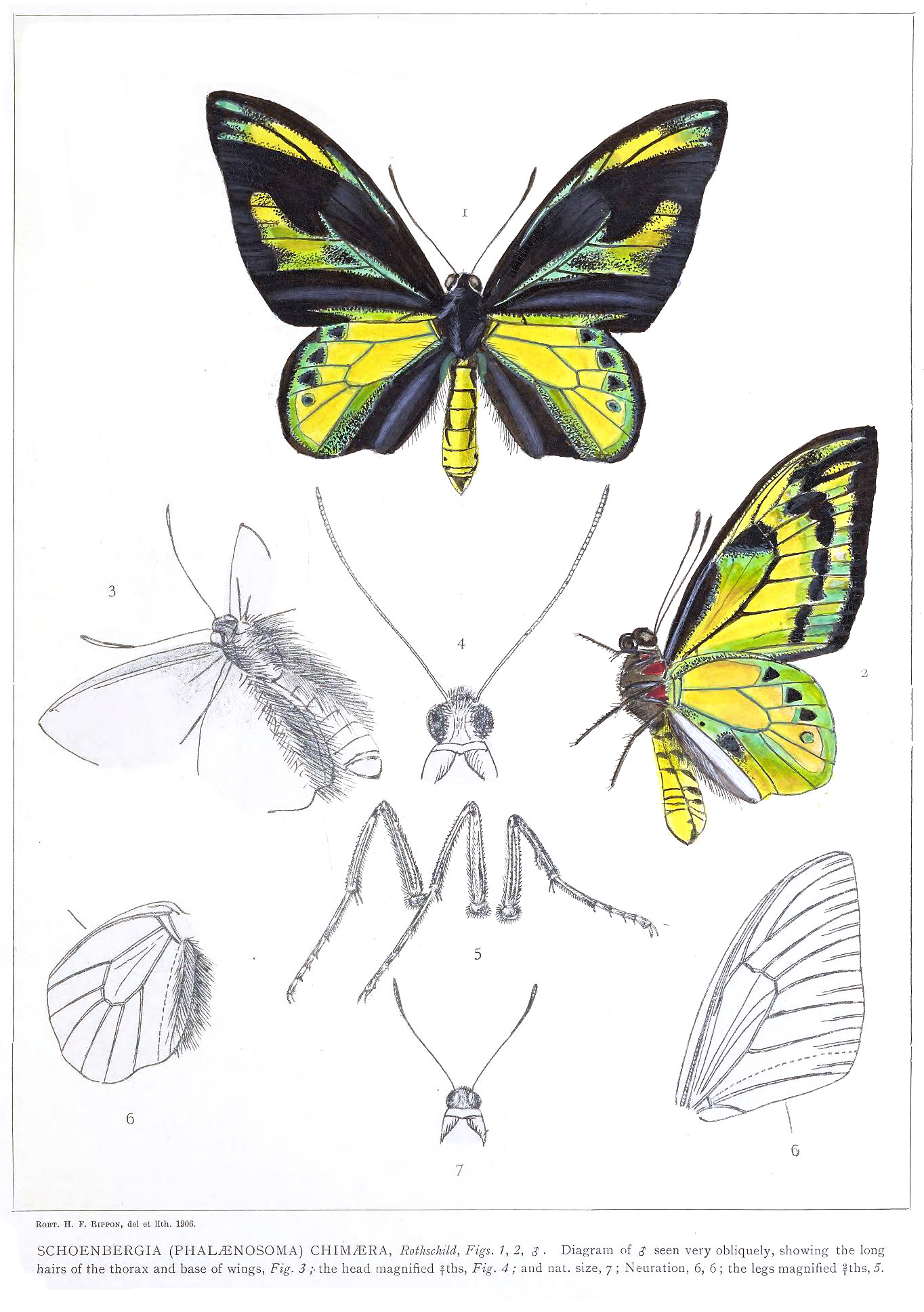
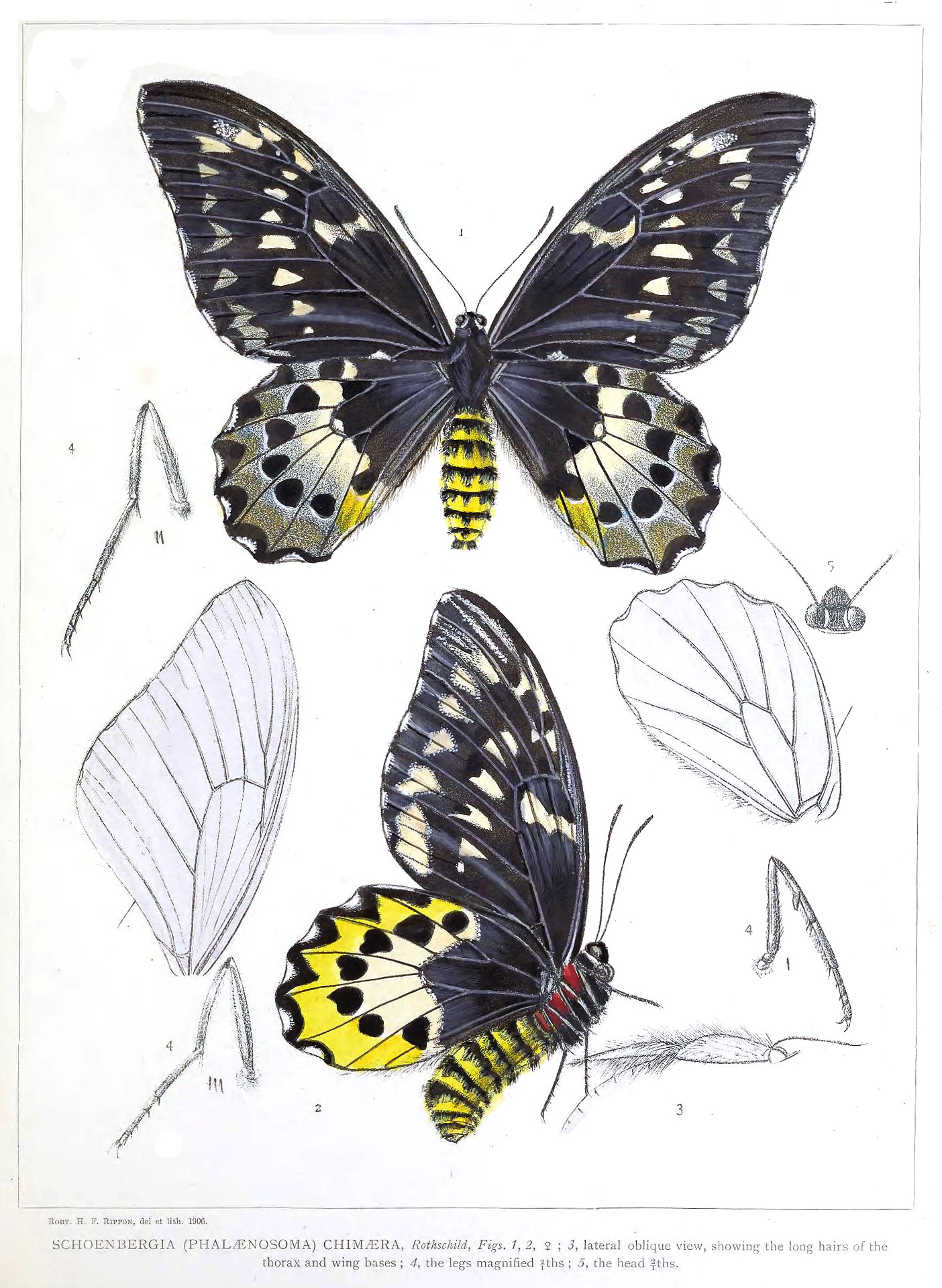